# Calle Jonsson
Carl "Calle" Mikael Jonsson, född 9 juni 1983 i Långträsk, Piteå kommun, är en svensk medborgare som greps i juli 2001 på den grekiska semesterön Kos som misstänkt för att ha knivskurit en grekisk man. Jonsson, som nekade till alla anklagelser, satt häktad fram till i februari 2002 då han släpptes mot borgen och lämnade landet. Den efterföljande utdragna rättsprocessen mot Jonsson följdes av svensk media som i många fall, och i synnerhet de första åren, tog parti för Jonsson och mot det grekiska rättssystemet.
Den egentliga rättegången skulle ha hållits i Grekland hösten 2003, men uteblev då Jonsson vägrade att infinna sig eftersom han förklarat att han inte hade något förtroende för det grekiska rättssystemet. Hösten 2004 begärde Grekland honom överlämnad enligt den nya europeiska arresteringsordern. Efter prövning av utlämningen i både tingsrätten och hovrätten överlämnades Jonsson i januari till grekisk polis. Den attackerade greken, Christoforos Serdaris, och en vän till denne pekade i rättegången ut Jonsson som skyldig, och anklagade honom för åtta knivhugg. En DNA-analys visade att offrets blod fanns på Jonssons tröja. Jonssons försvarare, advokat Leif Silbersky, menade dock att utpekandet skedde efter påtryckningar av polisen och att det fanns tveksamheter kring hur tröjan förvarats innan DNA-analysen gjordes. Den 12 april 2005 frikändes Jonsson från anklagelserna.
I slutet av november 2006 meddelade Högsta domstolen i Grekland att rättegången ska tas om från början. Detta eftersom det bland annat ej anses klarlagt "huruvida den tilltalades tröja kom i kontakt eller ej med lidandens byxor och skor".
Den 19 november 2007 skulle Jonsson medverka vid en ny rättegång i Grekland, men denna sköts upp på grund av en advokatstrejk..
Åklagarmyndigheten på Rhodos skickade i februari 2009 en begäran till Attunda tingsrätt att såväl Jonsson som hans föräldrar ska delges misstanke om falsk angivelse, mened och förtal. När Jonsson förhördes om knivskärningen sade han att han hade blivit torterad av grekiska poliser. Den grekiska åklagaren anser att Jonsson spridit rykten om poliserna, och hans föräldrar anklagas för att ha bekräftat uppgifterna om tortyr. Familjen var kallad till förhandling på Rhodos den 10 april 2009. En förhandling familjen valde att inte närvara vid.
År 2015 fick svenska polisen en ny begäran om utlämning för att grekiska myndigheter på nytt skulle ta upp ärendet. Jonsson gick under jorden och lyckades undvika Stockholmspolisens delgivningsmän, och 2016 preskriberades brottet enligt svensk lag. Den europeiska arresteringsordern som är utfärdad mot honom, gör att om han grips i ett land enligt vars lagar brottet inte preskriberats kan han utlämnas till Grekland.